# دهانه وودلی
دهانه وودلی (انگلیسی: Woodleigh crater) یک دهانه برخوردی بزرگ ناشی از برخورد شهاب‌سنگ در استرالیای غربی است که در شرق خلیج کوسه در ناحیهٔ گاسکوین جای گرفته است. گروهی از چهار دانشمند سازمان زمین‌شناسی استرالیای غربی و دانشگاه ملی استرالیا به رهبری آرتور جی. موری (Arthur J. Mory) این کشف را در شماره ۱۵ آوریل ۲۰۰۰ نشریهٔ Earth and Planetary Science Letters اعلام کردند.